# Solitario

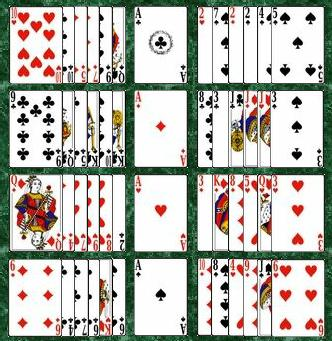
Solitario con carte da gioco

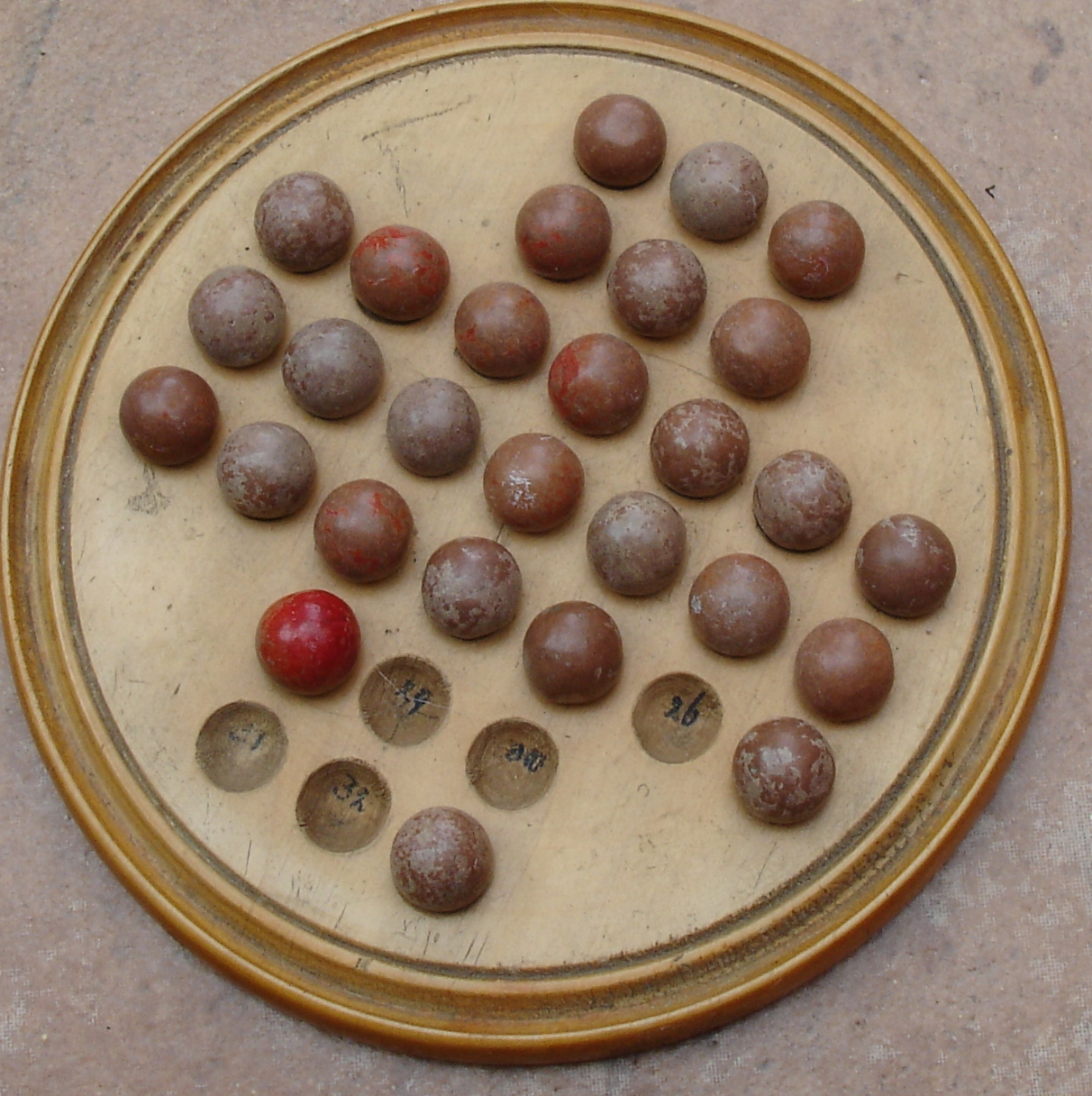
Solitario della Bastiglia

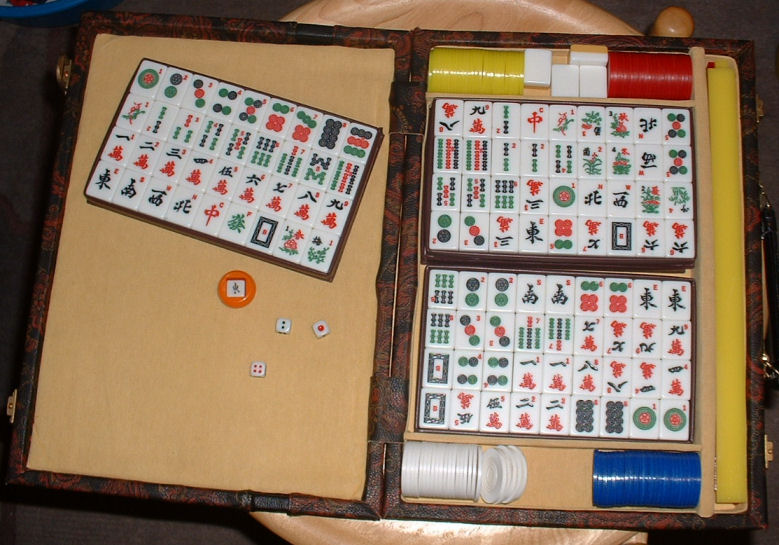
Mahjong

Il solitario è un gioco a cui partecipa un solo giocatore. Nella maggior parte dei casi l'espressione si riferisce a giochi di carte, ma esistono altri tipi di giochi per un giocatore che vengono chiamati comunemente "solitari", per esempio il Solitario della Bastiglia o la variante per una persona del Mahjong.
Lo scopo di un solitario è in genere quello di ottenere un certo risultato, nel qual caso si dice che il solitario è riuscito. La "riuscita" è quindi termine equivalente a "vittoria" nei giochi per due o più persone. Il gioco ha quasi sempre una componente casuale che garantisce che il gioco non venga mai "risolto" definitivamente dal giocatore, sebbene esistano anche solitari privi di casualità. Un'altra suddivisione possibile è fra quei solitari in cui il giocatore sceglie le proprie mosse e quelli in cui le mosse sono obbligate. A un estremo dello spettro si hanno dunque giochi di pura fortuna in cui l'elemento casuale è presente e le mosse sono obbligate, all'altro giochi che rappresentano complessi problemi matematici. Fra i casi particolari ci sono alcuni solitari senza elemento casuale e con mosse obbligate che "riescono" quindi infallibilmente, come il solitario arabo El Arnab.

## Elenco di solitari di carte classici

### Canfield
Si racconta che sul finire del secolo scorso a Saratoga un certo signor Canfield, titolare di una sala da gioco, vendesse ai giocatori in sala un mazzo di carte a 50 dollari, sfidandoli a risolvere un solitario alquanto difficile di sua invenzione. Per ogni carta che il giocatore riusciva a porre sulle basi pagava 5 dollari. Mediamente riusciva a guadagnare 25 dollari a partita. Dato che doveva utilizzare un croupier per ogni giocatore, con notevole aumento dei costi di gestione, decise di dedicarsi maggiormente a quei giochi per cui un solo croupier al tavolo da gioco poteva impegnare molti avventori. Per una sorta di confusione mentale molti chiamano questo solitario Klondike, con cui il gioco non ha nulla a che vedere se non per il fatto che nacque nella stessa epoca dei cercatori d'oro. In Italia questo solitario è noto con il nome di "Il dispettoso".
Un solo mazzo da 52 carte. Sul tableau quattro pacchetti che compongono il tableau. Un pacchetto destinato alla riserva con 13 carte. Quattro pacchetti a ricevere le basi. Un tallone e un pozzo. Ridistribuzioni illimitate. Nel Canfield classico la prima base è rappresentata dalla prima carta estratta dal tallone; le altre basi dovranno cominciare con la stessa carta e dopo il K si porrà l'A). Il solitario si considera riuscito quando tutte le carte sono state messe sulle basi.

### Piramide(oCampagna d'Egitto)
Si dice che il gioco prenda nome dalla spedizione di Napoleone in Egitto. Si tratta comunque di uno tra i tanti solitari attribuiti alla creatività dell'imperatore. Si gioca con un solo mazzo di carte anglo-francesi di 52 oppure di 40 carte eliminando gli 8, 9 e i 10. Nel primo caso la somma da totalizzare per ogni accoppiamento di carte è tredici; nel secondo è dieci. Con il mazzo si forma una piramide di 28 carte su sette file, partendo da una carta al vertice superiore per finire con sette carte di base. Ogni fila è formata in modo da lasciar intravedere le carte sottostanti. All'inizio sono utilizzabili solo le sette carte della fila in basso. Man mano che si abbineranno le carte, si renderanno libere le carte sovrastanti. Si possono eliminare coppie di le carte la cui somma sia tredici (es. 5+8=13); i Re si scartano da soli. Dal tallone si può prendere una carta alla volta, abbinarla con una carta del tableau o lasciarla nel pozzo. Sono ammesse due distribuzioni. Il gioco è alquanto difficile. Le possibilità di riuscita sono scarse. Le possibilità di abbinamento sono 4 su 51. Appunto per la sua difficoltà, la Piramide si può vincere parzialmente: per ogni fila che si riesce ad eliminare sono assegnati 10 punti, sicché il punteggio massimo è 70 punti. In ogni caso la variante più conosciuta di questo gioco è quella con 40 carte che si dispongono su sei file con sei carte di base. Le regole sono uguali a quelle della variante con 52 carte, ma la somma da totalizzare per l'accoppiamento di carte è 10 invece di 13. Data l'alta difficoltà di riuscita del gioco, nel tempo sono state introdotte alcune regole speciali che aumentano le possibilità di vittoria: ad esempio se, in un qualsiasi momento del gioco, rimangono disponibili sulla piramide tre carte uguali (ad es. tre 7) e dal mazzo esce l'ultimo sette rimasto, il giocatore può decidere di rimettere il sette appena tirato fuori all'interno o alla fine del mazzo; un'altra importante regola riguarda il gruppetto di carte che in un primo momento non riescono ad abbinarsi: se in sequenza escono ad esempio 3-9-7-6 o anche 3-9-6-7, il 3 e il 7 si possono eliminare dal pozzo "saltando" le carte che si trovano in mezzo che comunque rimarranno nel pozzo. Questa manovra si può effettuare solo fino a saltare massimo due carte e può essere ripetuta durante tutto l'arco della partita. Inoltre se dopo aver sistemato tutte le carte della piramide e aver girato le prime tre carte del mazzo ancora non sono stati fatti abbinamenti, il giocatore può decidere di riposizionare all'interno del mazzo le tre carte girate lasciando comunque intatta la piramide.
Per controbilanciare queste regole è abitudine comune effettuare una sola distribuzione invece che due.

### Klondike
Il solitario Klondike si gioca con un mazzo di 52 carte anglo-francesi. Numerose sono le varianti che riguardano soprattutto le carte che vanno al pozzo ed il numero delle smazzate. Nel Klondike classico non ci sono redistribuzioni e al pozzo va una sola carta per volta. Si dispongono sette file di carte con una carta coperta nella prima fila, due nella seconda fila, tre sulla terza e così via. La prima carta di ogni fila viene quindi scoperta. Lo scopo è trasferire tutte le carte sulle basi in senso ascendente per seme. Una carta possono essere spostate su un'altra fila se di valore immediatamente inferiore e di colore opposto. Un'intera fila di carte ordinata per valore decrescente e a colori alterni può essere spostata come una carta singola. Quando una colonna si svuota lo spazio può essere colmato solo dal Re o da una serie di carte che inizi con il Re.

### Freecell
Il solitario Freecell si gioca con un mazzo di 52 carte anglo-francesi.
La riserva può contenere al massimo quattro carte. Non ci sono né pozzo né tallone. Le 52 carte vengono disposte tutte visibili in otto colonne di cui le prime quattro di 7 carte ognuna e le restanti di 6 carte ognuna. Lo scopo è trasferire tutte le carte sulle basi in senso ascendente per seme. Sul tableau si costruisce in senso discendente per colori alterni. Un'intera fila di carte può essere spostata. Quando una colonna si svuota lo spazio può essere colmato da una carta qualsiasi oppure da una serie di carte costruite in senso discendente per colori alterni. In ciascuno dei quattro spazi della riserva può andare una sola carta alla volta. Le carte nella riserva possono andare al tableau o sulle basi secondo la regola esposta.

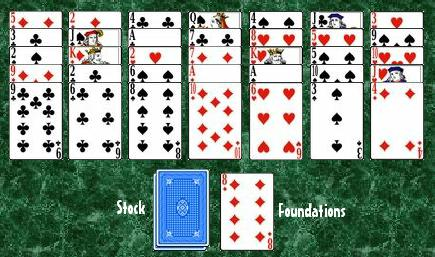
Golf

### Golf
Si gioca con un singolo mazzo di 52 carte anglo-francesi. Si dispongono 7 colonne di 5 carte ciascuna sovrapposte in modo che tutte siano visibili. Il resto del mazzo forma il tallone. Non ci sono basi e c'è il pozzo. Lo scopo, contrariamente al consueto trasferimento di tutte le carte nelle basi in senso ascendente per seme, è scartare le carte nel pozzo. È possibile muovere solo l'ultima carta di ogni colonna. La prima carta utilizzabile per la costruzione è già nel pozzo e al tallone ne rimangono 16. Nel pozzo si può mettere una carta di valore immediatamente superiore o inferiore indipendentemente dal seme. Se la carta è un Re si può mettere solo una Regina e non un Asso. Se la carta è un Asso si può mettere solo un 2 e non un Re. Esistono diverse varianti a queste due ultime regole esposte. Terminati gli spostamenti possibili si gira una nuova carta dal tallone al pozzo e si ricomincia a costruire. Terminate le carte del tallone ed eseguiti tutti gli spostamenti possibili il solitario si dice riuscito se il tableau è vuoto.

### Aces Up
Si gioca con un singolo mazzo da 52 di carte anglo-francesi. Sul tavolo da gioco si predispongono quattro spazi. Dal tallone su ciascuna casella viene messa una carta sovrapponendola alle precedenti se presenti. Solo l'ultima carta di ciascun pacchetto è utilizzabile. Il valore delle carte va dal 2 all'Asso passando per il Re. Lo scopo del solitario è quello di eliminare tutte le carte tranne i quattro assi che sono poi le carte che hanno il maggior valore, da qui il nome di Aces Up. Tra le quattro esposte si può eliminare la carta che ha il valore più basso purché sul tableau ve ne sia un'altra dello stesso seme di valore maggiore. La casella che si libera può essere occupata da una qualsiasi altra carta. Esiste una variante dove è prevista una casella di riserva per poggiare momentaneamente una sola carta.

### Lacune
Alcuni attribuiscono all'inventiva di Napoleone anche questo solitario. Si dice che egli lo praticasse prima della battaglia di Waterloo sperando in un suo esito positivo. Tuttavia non ci sono notizie certe al riguardo, sicché rimane valida l'opinione comune che questo solitario, come tanti altri, sia di origine ignota e che il suo nome sia appunto "Lacune" e non "solitario di Napoleone". Viene anche chiamato "Scarta i re". Nella versione italiana si gioca con un solo mazzo da 40 di carte napoletane o piacentine. Nulla vieta di utilizzare un mazzo di carte anglo-francesi mantenendo inalterate le regole. Si dispongono 9 carte coperte per fila su 4 righe e si tengono da parte le 4 carte rimaste. Si fa corrispondere a propria discrezione ad ogni fila un palo diverso. Si prende una carta dalle 4 tenute da parte e la si posiziona al suo posto di pertinenza numerico e per seme. In presenza di un 10 lo si dispone di fianco ai 9 e si prende un'altra carta dal tallone di partenza. Quando tutti i 10 sono sistemati scoperti al loro posto, il gioco s'interrompe. Le carte rimaste coperte vengono scoperte. Se ognuna è al proprio posto, cioè se alla fine si è davanti alla disposizione completa e ordinata delle carte su 4 file, il solitario è riuscito. È un solitario che ammette solo mosse obbligate e la sua riuscita è già predeterminata dalla smazzata.

### Lèon
Si gioca con il mazzo francese da 52 carte. Ha una percentuale di riuscita molto alta. Si dispongono 10 carte scoperte in 2 file da 5 carte e quelle che sommano tredici vengono eliminate e sostituite dalle carte del mazzo rimanente. Quindi si eliminano le carte in coppie (Donna con Asso, Jack con il 2, il 10 con il 3 e così via) tranne nel caso dei Re che vanno eliminati da soli. Il solitario riesce se si riescono a eliminare tutte le carte del mazzo.

### Solitario 1 2 3
Si gioca solitamente con un mazzo di 40 carte. Il solitario 1 2 3 consiste nel girare a turno una carta contando ripetutamente da 1 a 3 (ad esempio 1, 2, 3, 1, 2, 3, 1, 2...) fino a terminare tutte le carte del mazzo. Se durante tale conteggio si dice 1 e si gira un Asso, oppure si dice 2 e si gira un Due, o ancora si dice 3 e si gira un Tre, allora la partita viene considerata persa. Al contrario, si vince quando si riescono a girare tutte le carte del mazzo.